# Драка в Конгрессе США (1858)
В феврале 1858 года в здании Конгресса США в зале заседаний Палаты представителей произошла драка во время обсуждения предложенной сторонниками рабства Лекомптонской конституции Канзаса на фоне гражданской войны, развернувшейся в Канзасе. 1 февраля 1858 года копия этого варианта Конституции была направлена в Палату представителей Джеймсом Бьюкененом, который хотел как можно быстрее принять Канзас в Союз, чтобы закрыть проблемный вопрос, угрожавший единству страны. Решение президента привело к жарким дебатам, так как сторонники и противники рабства не хотели уступать друг другу, и все были полны решимости продолжить обсуждение любыми способами.
К 1:30 ночи 6 февраля 1858 года, когда по словам очевидца, «диваны были заняты заняты уставшими конгрессменами, в то время как другие спали на своих местах» или были пьяны. Около 2 часов ночи республиканец Галуша Гроу прошёл через зал к месту спикера, рядом с которым заседали демократы. В этот момент Джон Куитман из Миссисипи выдвинул своё предложение, против которого выступил Гроу. Конгрессмен от Южной Каролины Лоуренс Кейт потребовал от него вернуться на свою сторону палаты, а после отказа назвал Гроу «чёрным республиканским щенком». В ответ Гроу ответил: «Ни один погонщик негров не будет щелкать своим кнутом надо мной». Кейт пришёл в ярость и, крича о своём намерении задушить конгрессмена из Пенсильвании, набросился на него (по другой версии событий, Кейт схватил Гроу за горло в тот момент, когда назвал его щенком, после чего Гроу сбил его с ног). По словам историка Джона Дугласа Эштона, конгрессмен Рубин Дэвис смог сдержать Кейта, а Уильям Барксдейл пытался увести Гроу от опасности. Одна из новоорлеанских газет позже сообщала о том, что после начала потасовки «довольно много джентельменов бросились вперёд» чтобы разнять дерущихся или лучше видеть происходящее. Однако, так как всё этого происходило на демократической стороне палаты, республиканцы, увидев как много людей шло в сторону Гроу, восприняли это как опасность и решили защитить его. Один из представителей юга бросился в толпу с криками «Революция началась». Самый низкий член палаты представителей Израэль Уошберн от Мэна атаковал самого высокого человека, которого смог найти, Бертона Крейга из Северной Каролины. Конгрессмен Джон Поттер из Висконсина неправильно понял намерения Барксдейла и сильно ударил его между глаз. Оглядевшись, Барксдейл увидел Элиху Уошберна рядом с собой и подумал, что удар исходил от него, из-за чего между ними завязалась драка. 
Спикер Джеймс Орр призывал к порядку, но безуспешно. Драка неожиданно закончилась примерно через 2 минуты после начала, когда Кэдуолледер Уошберн из Иллинойса, стремясь помочь своему брату, схватил Уильяма Барксдейла из Миссисипи за волосы и, пытаясь ударить его по лицу, случайно снял с него парик. Смущенный представитель Миссисипи случайно надел на себя парик не той стороной, что вызвало смех в зале. Дерущиеся быстро пожали друг другу руки и разошлись. Согласно официальному отчёту, «доброжелательность Палаты» была мгновенно восстановлена. Пять часов спустя обсуждение было прекращено по общему согласию. Палата вернулась к обсуждению вопроса Лекомптонской Конституции в следующий понедельник.